# Arie van Bennekum
Arie van Bennekum   (Hardinxveld-Giessendam, 2 d'abril de 1964) és un programador holandès. És un dels coautors del Manifest per al desenvolupament de programari àgil, el document fundacional popularitzat l'any 2001. Àgil és una metodologia de gestió de projectes.
Van Bennekum és conegut per ser un expert en el camp de la gestió de projectes àgils i les transformacions àgils transfrontereres. Va implementar Àgil en petites i grans organitzacions. A Van Bennekum se li atribueix la idea que Agile té un lloc fora del desenvolupament de programari i és aplicable a tot arreu de l'empresa o fins i tot a la vida.

## Trajectòria
Van Bennekum va estudiar Informàtica Empresarial (1988) a la Hogeschool Rotterdam. És llicenciat en Tecnologia de la Informació per la Universitat de Ciències Aplicades de Rotterdam (1989-1993) i també va obtenir un títol per DSDM International, Holanda, el 1997.
Va començar la seva carrera en TI com a desenvolupador de programari el 1987, a Rotterdam. Després d'un temps, es va incorporar a una empresa de consultoria informàtica, com a desenvolupador, després dissenyador tècnic i responsable de projectes. El 1995, va aterrar en un projecte de desenvolupament ràpid d'aplicacions (RAD), on va començar com a desenvolupador treballant per a clients que necessitaven experts en DSDM (Dynamic System Development Method), un mètode àgil que se centra en el cicle de vida complet del projecte.
Va apostar per canviar la paraula "programari" per "solucions" per obrir la metodologia Àgil a tothom, fins i tot als departaments de recursos humans o màrqueting de les empreses. Àgil és una metodologia per al desenvolupament de projectes que requereix rapidesa i flexibilita. Fins fa uns anys, Agile era un framework específic per al desenvolupament de programari. Tanmateix, a partir del 2016, Agile va començar a expandir-se entre una àmplia gamma d'organitzacions.
Des de finals de la dècada de 1990, com a consultor, ha dirigit transformacions àgils internacionals a través de les organitzacions.

## Reconeixements
El 2021, el Project Management Institute (PMI) va concedir a Van Bennekum el "Lifetime Achievement Award" pel seu important treball en la difusió de la mentalitat àgil.
L'any 2017, va ser distingit per la Universitat Champagnat (Mendoza, Argentina) amb el reconeixement acadèmic de Professor Honorari Emèrit (núm. de Res. 61/17).